# Nicolò Coccon
Nicolò Coccon (Venetië, 10 augustus 1826 – aldaar, 4 augustus 1903) was een organist, koorleider en componist in Venetië. Venetië was in zijn jonge jaren een stad in het koninkrijk Lombardije-Venetië, onder Oostenrijks bestuur. Nadien viel Venetië onder het eengemaakte koninkrijk Italië.

## Levensloop

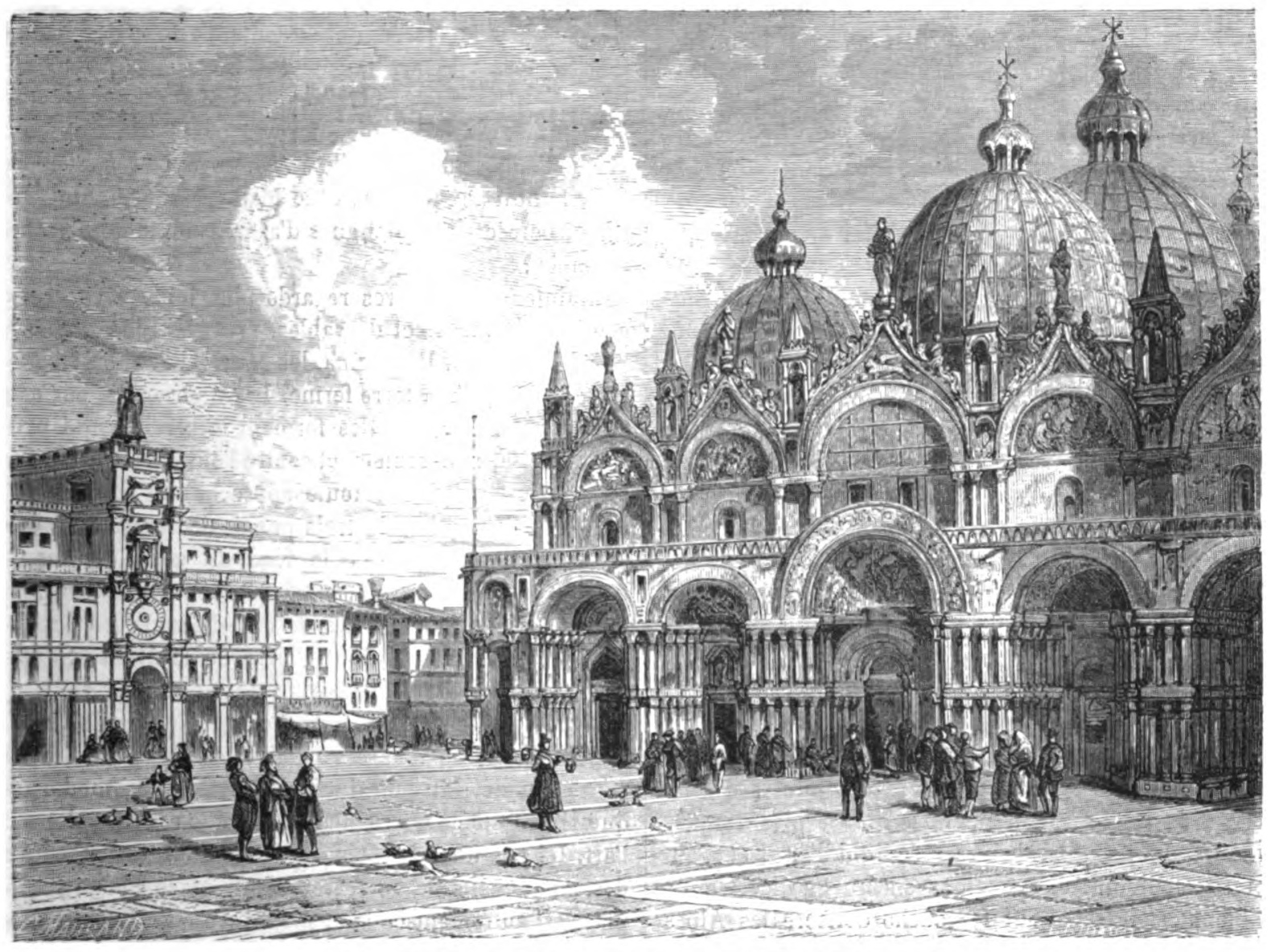
San Marco basiliek in de 19e eeuw

Vanaf tienerleeftijd volgde Coccon muziekonderwijs. Hij bekwaamde zich in piano, viool, orgel en koorzang. Hij was organist in de San Marco basiliek in het centrum van Venetië. In 1856 – hij was 40 jaar – ontving Coccon de bevordering tot eerste organist; enkele jaren later werd hij ook bevorderd tot eerste koordirigent van de basiliek (1871). Daarnaast was hij muziekleraar aan de middelbare school Benedetto Marcello in Venetië. Hij zetelde in jury’s van conservatoria en muziekverenigingen.
Heel zijn leven, reeds vanaf zijn tienerjaren, componeerde Coccon. Alles samen schreef hij 450 muziekstukken. Dit waren patriottische hymnen, operettes, composities voor orkest, kerkliederen en orgelstukken.
Aan het einde van zijn leven was er een rivaliserende muziekleraar die hem opzij zette als eerste organist en eerste koordirigent. Omdat Coccon een inkomen nodig had, werd hij, een 77-jarige gevierd muzikant, gedwongen een vergelijkend examen af te leggen om stagiair-muziekleraar te worden. Hij weigerde en trok zich volledig uit het muzikale leven van Venetië terug.
Zijn begrafenis in 1903 vond plaats in de San Trovasakerk in Venetië; een requiemmis die hij gecomponeerd had, werd er uitgevoerd.